# Championnat d'Europe de billard carambole cadre 47/2
Le championnat d'Europe de billard carambole au Cadre 47/2 est organisé par la Confédération européenne de billard.

## Règles
Le principe est que l'on trace une ligne à 47 cm de chaque bande ce qui fait neuf cadres. Aux extrémités de chacune des lignes parallèles, on trace à cheval sur celles-ci des petits carrés additionnels appelés « ancres » de 0,178 m de côté dont un côté se confond avec le bord intérieur d'une bande. Le joueur peut faire au maximum deux points sans sortir au moins une des deux billes, qui ne sont pas celle du joueur, du cadre ou de l'ancre dans lequel elles se trouvent. Au cadre 47/2 lorsque ces deux billes entrent dans un des cadres ou ancres, elles sont « entrées », au coup suivant si elles ne sont pas sorties, elles sont « dedans » et le joueur doit impérativement en sortir au moins une, sinon la main passe.

## Palmarès

### Année par année

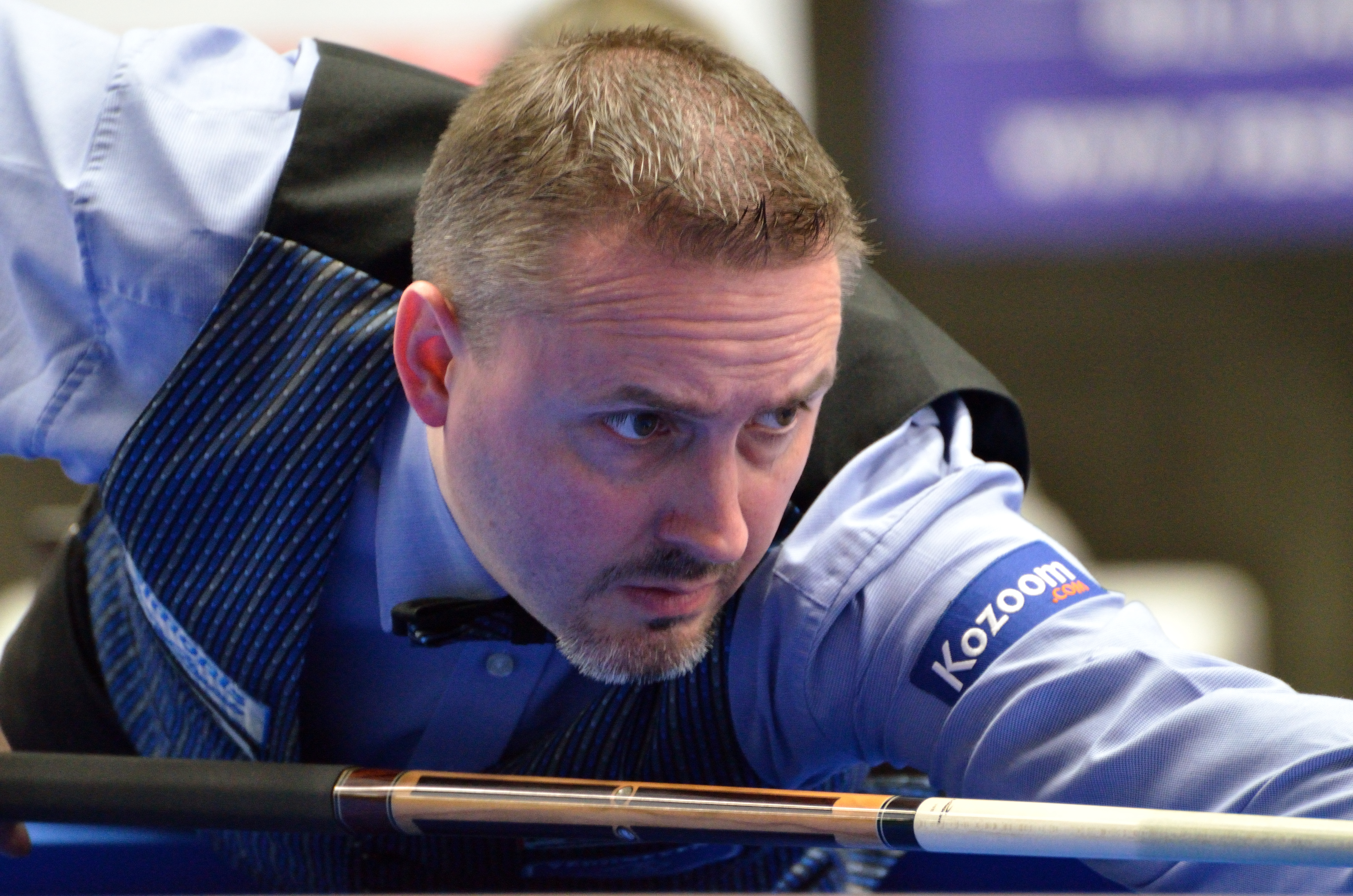
Frédéric Caudron - Recordman d'Europe de la moyenne générale

Liste des champions d'Europe de la CEB au Cadre 47/2. [réf. incomplète],[réf. incomplète].

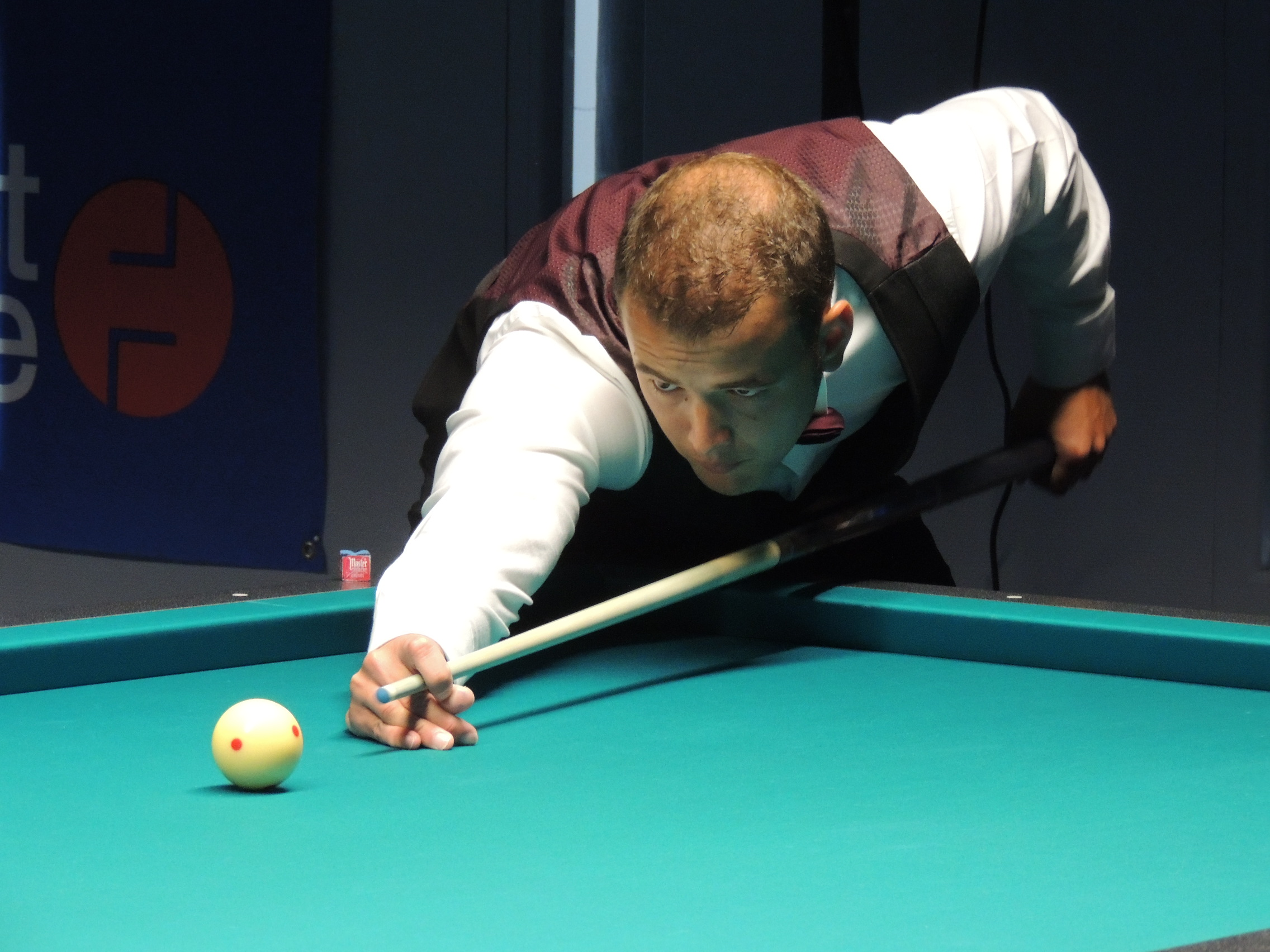
Pierre Soumagne - Plus jeune champion d'Europe seniors de l'histoire à 19 ans

| Année | Ville hôte      | Vainqueur               | Moyenne générale |
| ----- | --------------- | ----------------------- | ---------------- |
| 1949  | Scheveningen    | Jean Galmiche (1)       | 18,49            |
| 1950  | Saint-Étienne   | De Ruyter (1)           | 28,57            |
| 1951  | Waalwijk        | Piet Van De Pol (1)     | 28,89            |
| 1952  | Bruxelles       | Clément Van Hassel (1)  | 20,89            |
| 1953  | Groningue       | Walter Lutgehetmann (1) | 26,94            |
| 1954  | Alger           | René Gabriels (1)       | 19,52            |
| 1955  | Grenade         | José Ossorio (1)        | 12,89            |
| 1956  | La Haye         | René Vingerhoedt (1)    | 34,14            |
| 1957  | Murcie          | José Ossorio (2)        | 15,21            |
| 1958  | Gand            | Emile Wafflard (1)      | 52,18            |
| 1959  | Murcie          | Emile Wafflard (2)      | 45,16            |
| 1960  | Tours           | Emile Wafflard (3)      | 55,14            |
| 1963  | Huelva          | Martinus Wijnen (1)     | 38,10            |
| 1964  | Bilbao          | Henk Scholte (1)        | 65,30            |
| 1965  | Heerlen         | Henk Scholte (2)        | 43,87            |
| 1966  | Berne           | Jean Marty (1)          | 94,26            |
| 1967  | Bois-le-Duc     | Hans Vultink (1)        | 82,47            |
| 1968  | Geel            | Henk Scholte (3)        | 75,67            |
| 1969  | Séville         | Antoine Schrauwen (1)   | 60,37            |
| 1970  | Saint-Sébastien | Dieter Muller (1)       | 39,43            |
| 1971  | Nice            | Emile Wafflard (4)      | 101,24           |
| 1973  | Genève          | Hans Vultink (2)        | 100,73           |
| 1974  | Alicante        | Gunter Siebert (1)      | 38,89            |
| 1975  | Troyes          | Francis Connesson (1)   | 120,69           |
| 1976  | Vught           | Franz Stenzel (1)       | 60,30            |
| 1977  | Maubeuge        | Roland Dufetelle (1)    | 60,70            |
| 1978  | Emmeloord       | Francis Connesson (2)   | 96,55            |
| 1979  | Vesoul          | Francis Connesson (3)   | 77,77            |
| 1980  | Vincennes       | Francis Connesson (4)   | 80,88            |
| 1981  | Lyon            | Klaus Hose (1)          | 43,75            |
| 1982  | Santander       | Klaus Hose (2)          | 54,70            |
| 1983  | Alicante        | Marco Zanetti (1)       | 30,11            |
| 1985  | Athènes         | Franz Stenzel (2)       | 112,50           |
| 1990  | Angers          | Fonsy Grethen (1)       | 35,29            |
| 1991  | Nieuwegein      | Fonsy Grethen (2)       | 42,46            |
| 1992  | Poitiers        | Henri Tilleman (1)      | 28,41            |
| 1993  | Vienne          | Stephan Horvath (1)     | 60,20            |
| 1994  | Valence         | Piet Adrichem (1)       | 27,24            |
| 1996  | Lorient         | Stephan Horvath (2)     | 51,03            |
| 1997  | Lille           | Fabian Blondeel (1)     | 71,42            |
| 1999  | Venlo           | Brahim Djoubri (1)      | 41,03            |
| 2000  | Beauvais        | Louis Edelin (1)        | 74,41            |
| 2001  | Wijchen         | Fabian Blondeel (2)     | 98,15            |
| 2002  | Grubbenvorst    | Xavier Gretillat (1)    | 81,13            |
| 2003  | Wijchen         | Dave Christiani (1)     | 94,15            |
| 2004  | Hellemmes-Lille | Xavier Gretillat (2)    | 68,38            |
| 2005  | Mataró          | Arnim Kahofer (1)       | 55,97            |
| 2006  | Herten          | Pierre Soumagne (1)     | 50,00            |
| 2008  | Athènes         | Pierre Soumagne (2)     | 71,13            |
| 2009  | Athènes         | Frédéric Caudron (1)    | 130,95           |
| 2010  | Ronchin         | Brahim Djoubri (2)      | 52,94            |
| 2011  | Haarlo          | Pierre Soumagne (3)     | 65,42            |
| 2013  | Brandenbourg    | Raymund Swertz (1)      | 46,30            |
| 2015  | Brandenbourg    | Xavier Gretillat (3)    | 52,27            |
| 2017  | Brandenbourg    | Eddy Leppens (1)        | 76,66            |
| 2019  | Brandenbourg    | Xavier Gretillat (4)    |                  |
| 2022  | Montbrison      | Raymund Swertz (2)      | 104,54           |
| 2023  | Antalya         | Marek Faus              | 40,64            |
| 2024  | Cervera         | Raymund Swertz (3)      | 94,92            |

## Records

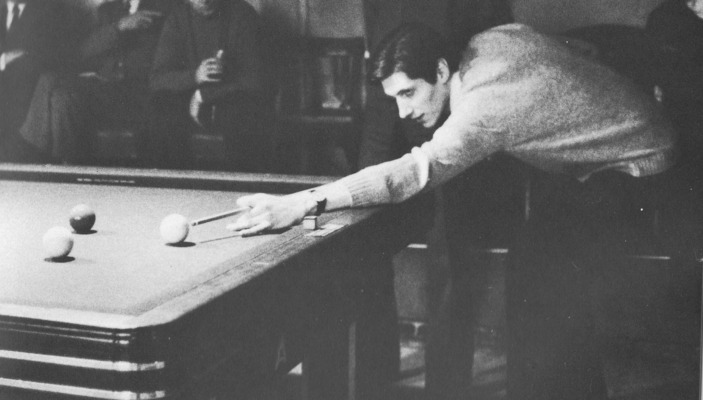
Francis Connesson - Co-recordman du nombre de victoires

### Record de moyenne générale

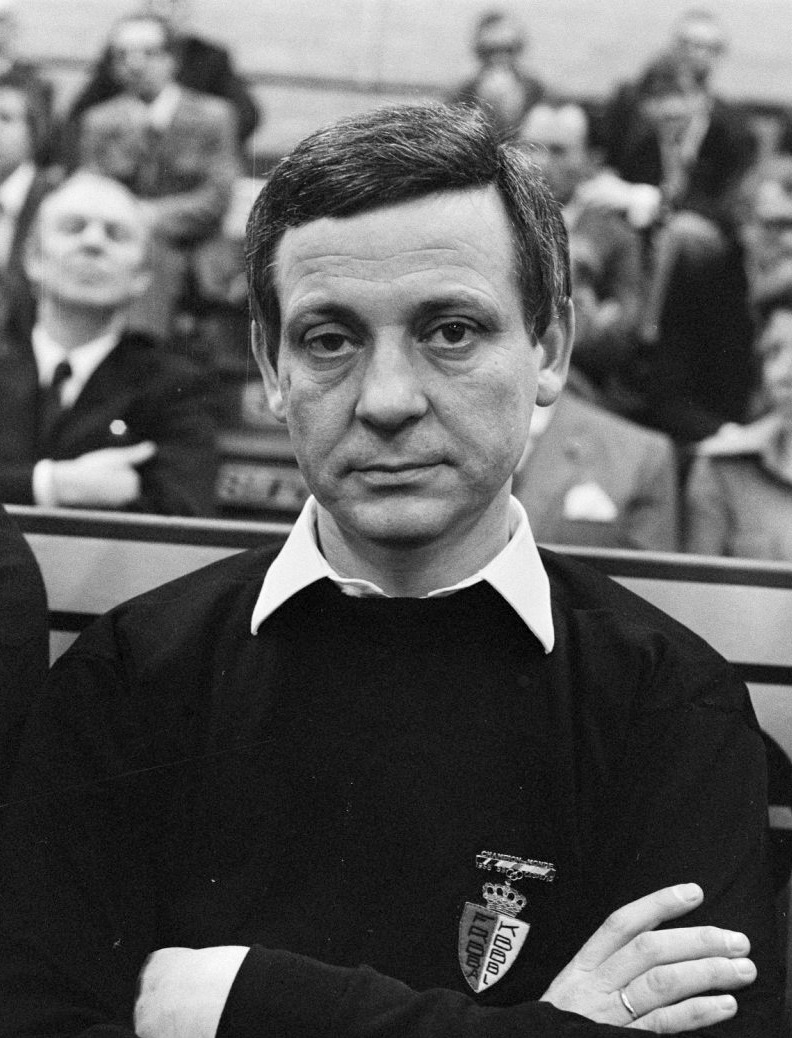
Emile Wafflard - Co-recordman du nombre de victoires

| Joueur           | Année | Moyenne générale |
| ---------------- | ----- | ---------------- |
| Frédéric Caudron | 2009  | 130,95           |

### Record de victoire
| Joueur              | Nombre de victoires |
| ------------------- | ------------------- |
| Francis Connesson   | 4                   |
| Emile Wafflard      | 4                   |
| Xavier Gretillat    | 4                   |
| Pierre Soumagne     | 3                   |
| Raymund Swertz      | 3                   |
| Henk Scholte        | 3                   |
| Brahim Djoubri      | 2                   |
| Fabian Blondeel     | 2                   |
| Stephan Horvath     | 2                   |
| Fonsy Grethen       | 2                   |
| Klaus Hose          | 2                   |
| Franz Stenzel       | 2                   |
| Hans Vultink        | 2                   |
| José Ossorio        | 2                   |
| Eddy Leppens        | 1                   |
| Jean Marty          | 1                   |
| Jean Galmiche       | 1                   |
| Louis Edelin        | 1                   |
| Roland Dufetelle    | 1                   |
| Frédéric Caudron    | 1                   |
| Henri Tilleman      | 1                   |
| Arnim Kahofer       | 1                   |
| Dave Christiani     | 1                   |
| Piet Adrichem       | 1                   |
| Marco Zanetti       | 1                   |
| Gunter Siebert      | 1                   |
| Martinus Wijnen     | 1                   |
| Antoine Schrauwen   | 1                   |
| Dieter Muller       | 1                   |
| De Ruyter           | 1                   |
| Piet Van De Pol     | 1                   |
| Clément Van Hassel  | 1                   |
| Walter Lutgehetmann | 1                   |
| René Vingerhoedt    | 1                   |
| René Gabriels       | 1                   |

### Record de victoire par nationalité
| Pays       | Nombre de victoires |
| ---------- | ------------------- |
| France     | 13                  |
| Pays-Bas   | 12                  |
| Belgique   | 10                  |
| Allemagne  | 7                   |
| Autriche   | 5                   |
| Suisse     | 3                   |
| Espagne    | 2                   |
| Luxembourg | 2                   |
| Italie     | 1                   |